# مواسير بيريرا
مواسير بيريرا (بالبرتغالية: Moacir Pereira‏) هو مدرب كرة قدم ولاعب كرة قدم برازيلي، ولد في 1960 في نوفا ليما في البرازيل.